# Imposta patrimoniale
L'imposta patrimoniale, talvolta anche indicata in ambito giornalistico come "imposta o tassa sui ricchi", è un'imposta sul patrimonio personale e generale delle persone fisiche.
Il motivo, dal punto di vista fiscale, è generalmente quello di esigere maggiormente dai "più-ricchi", mentre dal punto di vista politico è quello di redistribuire ricchezza a favore dei non appartenenti alla fascia dei "più-ricchi", sotto forma di sgravi fiscali o sotto forme di spesa pubblica e assistenza (perequazione sociale).

## Terminologia del diritto comparato
- Nella terminologia del diritto francese, l'espressione completa usata del legislatore, impôt de solidarité sur la fortune, appare pleonastico se si considera che, nel linguaggio comune, i francesi usano la forma "impôt sur la fortune", terminologia generale per l'imposizione sul patrimonio.
- Per la traduzione dell'istituto nell'inglese l'espressione più usata è "wealth tax" (talvolta "tax on wealth"), sicché in India vige il "Wealth-tax Act" (1957).
- Nel diritto tedesco il termine equivalente è "vermögensteuer".

### Terminologia della politica italiana
- Nella terminologia politica e giornalistica italiana l'espressione "Legge sui ricchi" è entrata per la prima volta nel dibattito politico nel marzo 2009, in un'accesa polemica nella quale è intervenuto il premier Silvio Berlusconi. Tuttavia, l'espressione da lui usata, "Tassa ricchi", non può riferirsi al concetto di "tassa sui ricchi" ricavabile dal diritto comparato, bensì a significati eterogenei.[3]

## Esempi di applicazione
In Francia, dal 1982, si chiama impôt de solidarité sur la fortune (ISF, in italiano: imposta di solidarietà sulla ricchezza) ed è annualmente pagata dai contribuenti aventi un patrimonio personale elevato, che nell'anno 2009 deve essere superiore a 750.000 euro.
In Italia dal 1993, l'imposta comunale sugli immobili, e poi dal 2012 è sostituita dall'Imposta municipale propria sono delle patrimoniali.  

## Effetti sugli investimenti
Alcuni economisti hanno stimato un effetto disincentivante dell'imposta patrimoniale sui risparmi personali.
Alcuni studi hanno rilevato e stimato un effetto di decrescita sul PIL.

## Storia

### Italia
In Italia si attuò un'imposta patrimoniale in periodi particolari di crisi economica congiunturale, come nel 1922 (con il R.D.L. 5 febbraio 1922, n. 78) a seguito della depressione del 1920-1921, oppure per esigenze straordinarie, come fu quella di finanziamento delle guerre d'Africa (1936-1938), biennio in cui con questa finalità furono decretate tre imposte patrimoniali straordinarie, oppure quella per la ricostruzione postbellica del 1947.

#### 1922
- R.D.L. 5 febbraio 1922, n. 78. Essa si applicò sia alle persone fisiche che agli enti collettivi (comprese le società per azioni).

#### 1936 - 1938
- R.D.L. 5 ottobre 1936, n.1743, convertito in legge n.151 del 14 gennaio 1937. Si applicò alla proprietà immobiliare.
- R.D.L. 19 ottobre 1937, n. 1729. Si applicò al capitale delle società per azioni.
- R.D.L. 9 novembre 1938. Si applicò al capitale delle aziende industriali.

#### 1947
- Legge 1 settembre 1947, n. 828. Imposta straordinaria sul patrimonio delle persone fisiche.

#### 1992
- Applicazione di un prelievo forzoso ad opera del governo Amato I[9] del 6 per mille sull'ammontare dei depositi bancari, postali e presso istituti e sezioni per il credito a medio termine, conti correnti, depositi a risparmio e a termine, certificati di deposito, libretti e buoni fruttiferi, da chiunque detenuti e di un'imposta straordinaria immobiliare del 3 o del 2 per mille del valore dei fabbricati e delle aree fabbricabili individuate negli strumenti urbanistici vigenti, siti nel territorio dello Stato, a qualsiasi uso destinati.[10]

## Critiche
L'applicazione di tasse patrimoniali solleva questioni piuttosto complesse.
Infatti:
- tassando uno stock (una quantità fissa, non un flusso che si rinnova annualmente), tassarla a percentuali elevate finirebbe per ridurla drasticamente in poco tempo.
- tassando un flusso, si rischia la fuga di capitali.

A questo si aggiunge la diversità della composizione della ricchezza nelle varie fasce di reddito: in particolare, i maggiori redditi sono composti soprattutto da quote societarie. È pertanto aperto il dibattito sulla tassazione del patrimonio societario, piuttosto che i redditi derivanti da quote societarie.
Da un punto di vista operativo, l'applicazione di imposte patrimoniali ha lo svantaggio di generare costi amministrativi elevati.